# Frascati-Palast

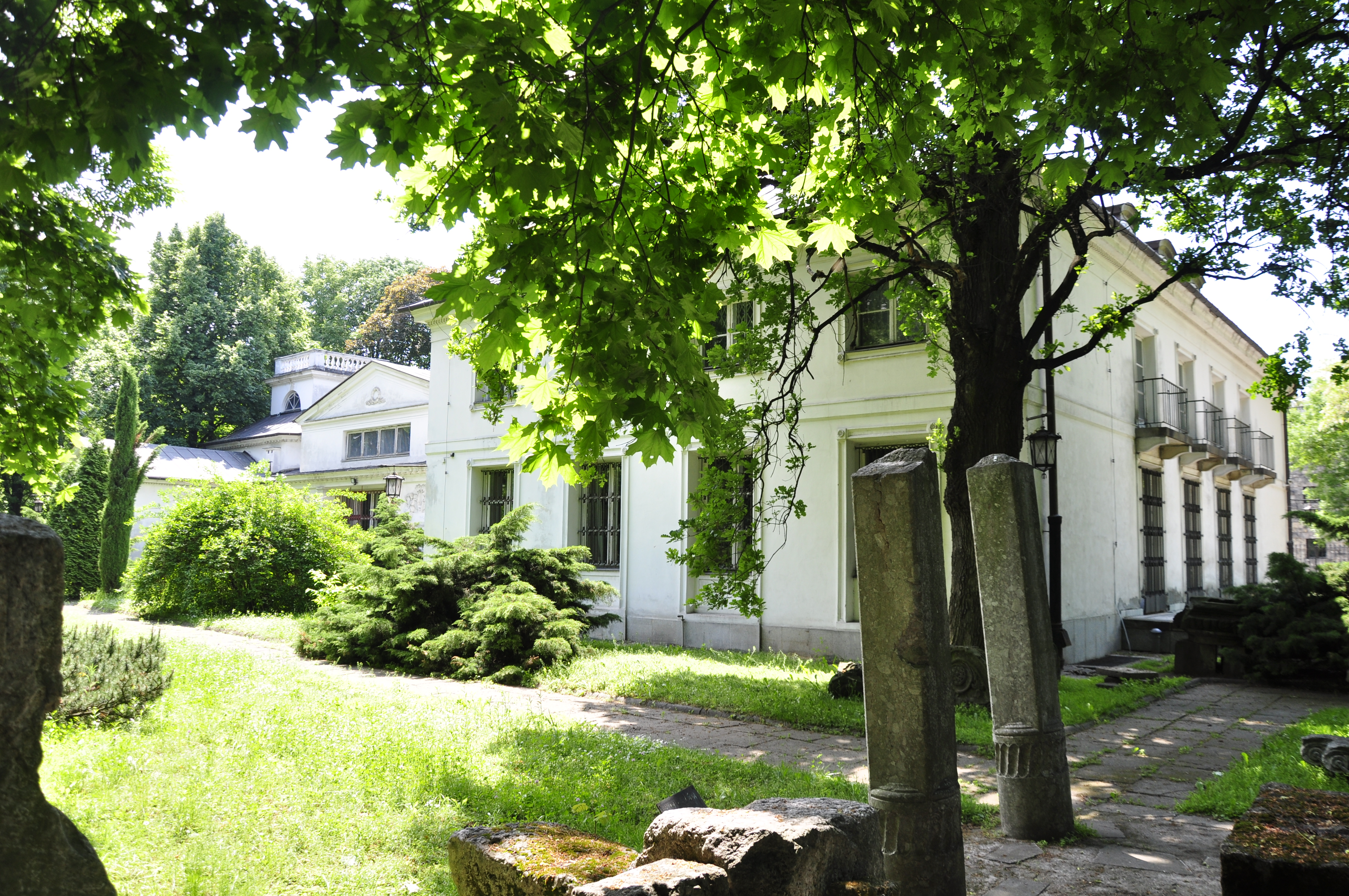
Der Palast von der Böschungskante/Parkseite aus gesehen

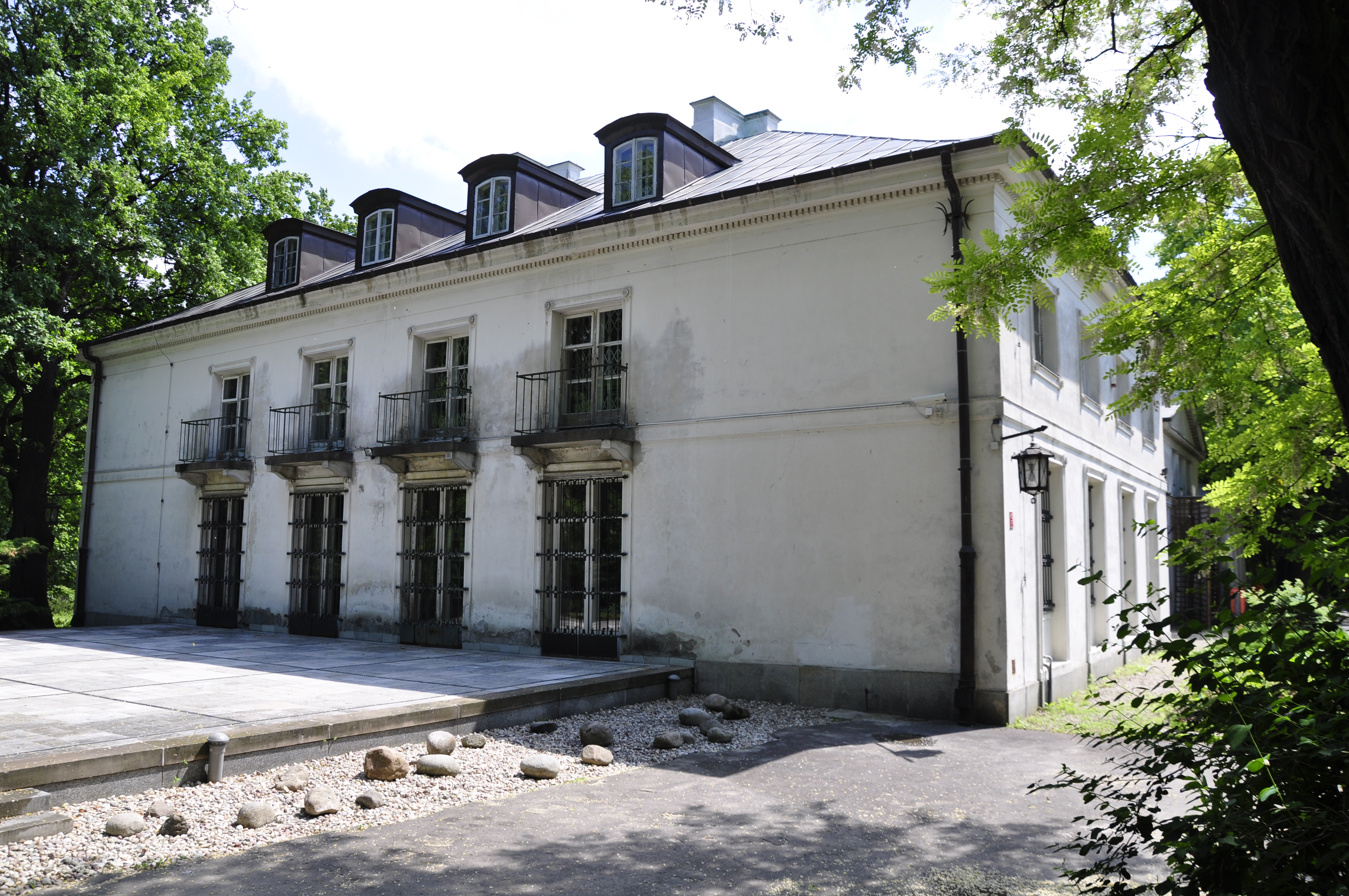
Das zweigeschossige Hauptgebäude mit dem ausgebauten Walmdach

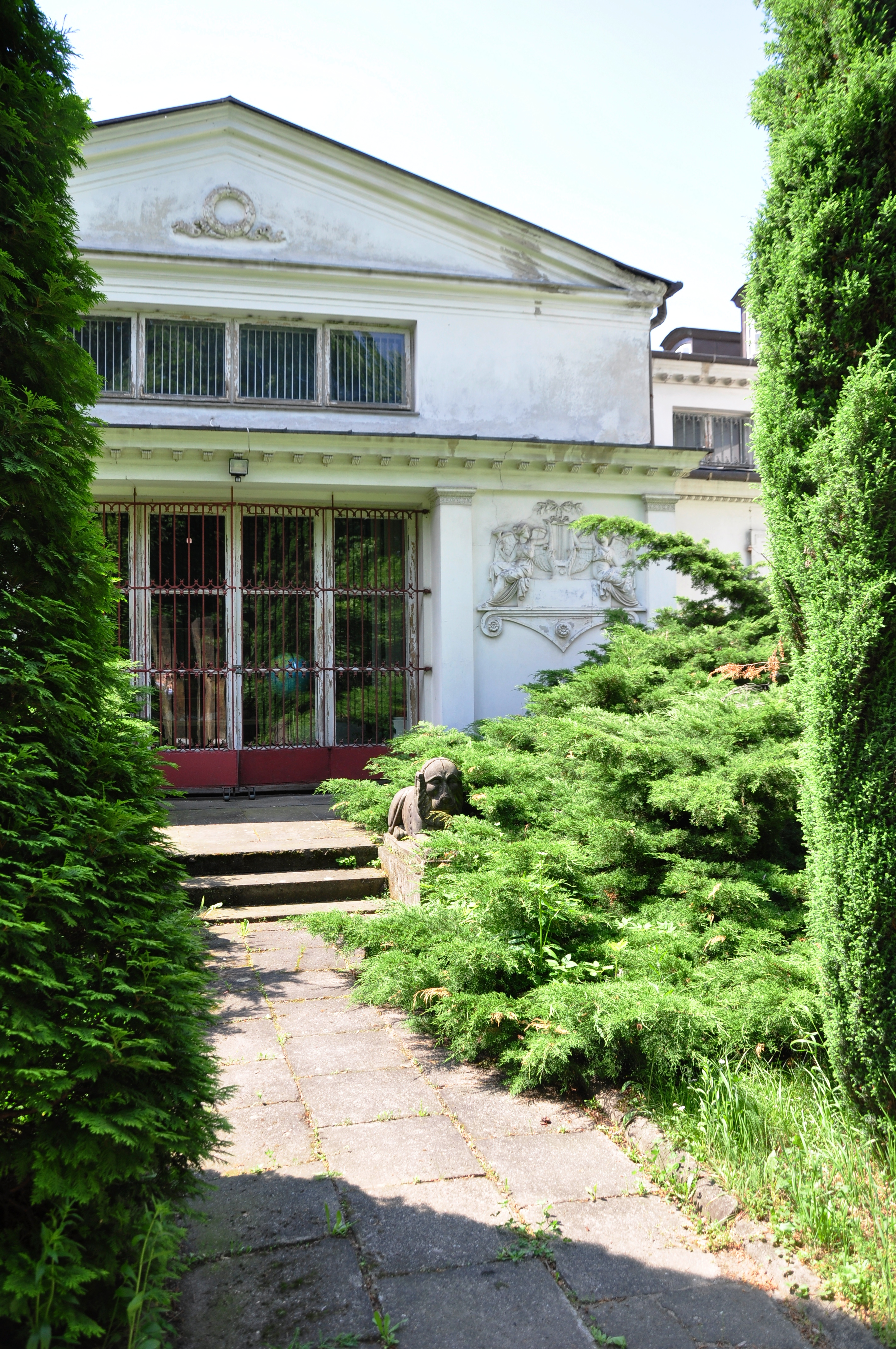
Ausgang des mittleren Gebäudeteils zum Park

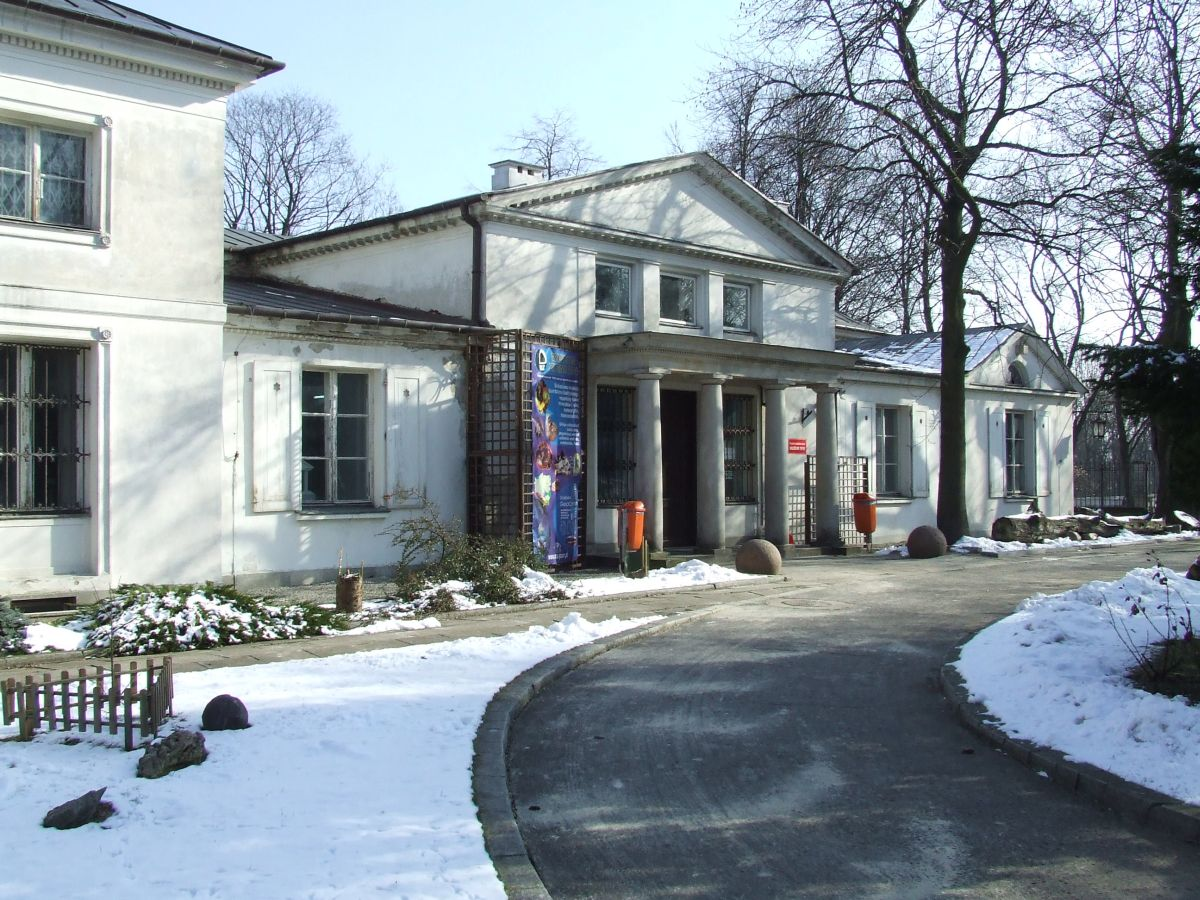
Die Vorfahrt zum Palast an der Sackgassenstraße Aleja na Skarpie

Der Frascati-Palast in Warschau (auch Weißes Palais oder Branicki-Lubomirski-Palais genannt, poln.: Biały Pałacyk na Frascati bzw. Pałacyk Branickich-Lubomirskich) liegt oberhalb der Weichseluferböschung im Innenstadtdistrikt und wird heute als Museum genutzt.

## Geschichte
In der zweiten Hälfte des 18. Jahrhunderts ließ Fürst Kazimierz Poniatowski hier einen Park von Simon Gottlieb Zug mit dem Namen “Auf der Höhe” (poln. “Na Górze”), der sich auf die hier steil abfallende Weichselböschung bezog, anlegen. 1779 errichtete Zug auch ein aus Holz gefertigtes Sommerpalais. Zu dem Gebäude gehörte ein separater Küchenbau. Zum Anfang des 19. Jahrhunderts wurde der Holzbau durch einen gemauerten Flachbau ersetzt und mit dem Küchenbau verbunden. Unter dem damaligen Eigentümer, dem französischen Gastronomen Simon Chovot, wurde der vormalige Sommersitz zu einem Restaurant umgebaut. Den Garten der Anlage taufte er in Anlehnung an die Landschaft rund um die italienische Kleinstadt Frascati als “Frascati-Park” um. In Folge wechselte der Besitz mehrfach den Eigentümer: der stellvertretende Gouverneur Nikolai Nowossilzew und der polnische General in russischen Diensten Józef Rautenstrauch lebten hier.
In der zweiten Hälfte des 19. Jahrhunderts wurde der Besitz von der Gräfin Róża Potocki-Branicka (1780–1862) erworben. Alfons Ferdynand Kropiwnicki baute das Gebäude 1836 bis 1838 um.  Unter dem Enkel von Maria, Władysław Branicki wurde von Leander Marconi in der Nähe des nun als “Weißer Palast” bezeichneten Altbaus ein neuer “Roter Palast” (wegen seiner rötlichen Klinkerverkleidung; später als Branicki-Palast bezeichnet) errichtet. Zur Vermählung der Branicki-Tochter Maria mit Zdzisław Lubomirski wurde dem Brautpaar der “Weiße Palast” als Wohnsitz geschenkt, die Eltern Branicki blieben im benachbarten “Roten Palast” wohnen. In der Zeit Lubomirskis waren im Palast viele bedeutende Gäste zu Besuch: Józef Piłsudski, Kazimierz Sosnkowski, Bogdan von Hutten-Czapski, Charles de Gaulle, Hugo von Hofmannsthal und Carl Gustaf Emil Mannerheim. Seinerzeit gab es im klassizistisch gestalteten, unregelmäßigen Gebäude rund 20 Zimmer, darunter einen zweigeschossigen Ballsaal sowie einen Wintergarten.
Nach dem Tod der im Palast verstorbenen Maria Lubomirska bezog ihr Mann eine nahegelegene, kleinere Villa. Der Palast wurde bis 1939 als Residenz an den Botschafter Chinas vermietet. Im Krieg wurde das Gebäude beschädigt. Im Jahr 1948 erfolgte die Restaurierung und zum Teil deutliche Umgestaltung als Bestandteil des Museums der Erde unter der Leitung der Architekten Zbigniew Karpiński und Tadeusz Zieliński.
Der Palast hat heute die Adresse Aleja na Skarpie 20/26. Frühere Adressen waren Aleja Legionów 20/26 und Ulica Wiejska 10.